# Lijst van diadochen

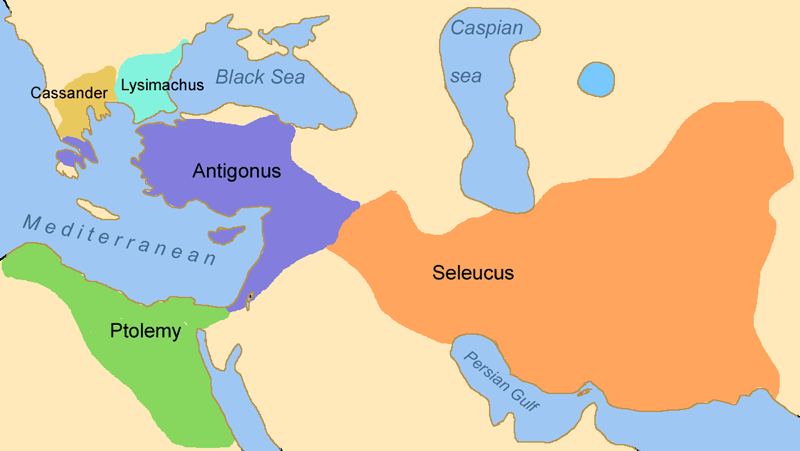
Gebieden de vijf grote diadochen in 309.

De diadochen (opvolgers van Alexander de Grote) stichtten vier dynastieën: de Antigoniden, de Antipatriden, de Seleuciden en de Ptolemaeën of Lagiden.

## Antigoniden

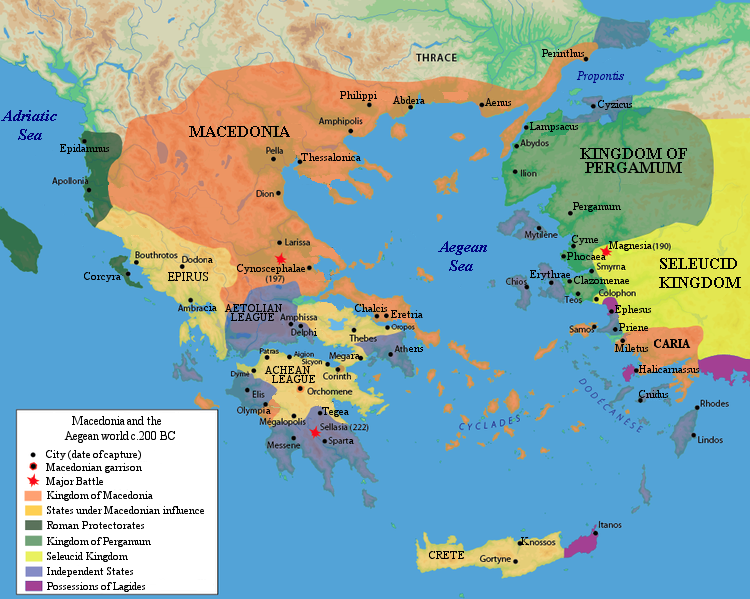
Macedonië (oranje) onder Philippus V (ca. 200).

(alle jaartallen zijn vóór Christus)
1. Antigonus I Monophthalmus (306-301) (rijksregent 311–306)
2. Demetrius I Poliorcetes (301-283), zoon van Antigonus I
3. Antigonus II Gonatas (276-239), zoon van Demetrius I
4. Demetrius II (239-229), zoon van Antigonus II
5. Antigonus III Doson (229-221), kleinzoon van Demetrius I
6. Philippus V (221-179), zoon van Demetrius II
7. Perseus (179-167)

## Antipatriden
(begint met stadhouder Antipater van Macedonië, rijksregent 320–319)
1. Kassander 305-297 v.Chr. (rijksregent 317-311)
2. Philippos IV 297-296 v.Chr.
3. Alexander V 296-294 v.Chr.
4. Antipater II 296-294 v.Chr.
5. Antipater Etesias 279 v.Chr.

## Seleuciden

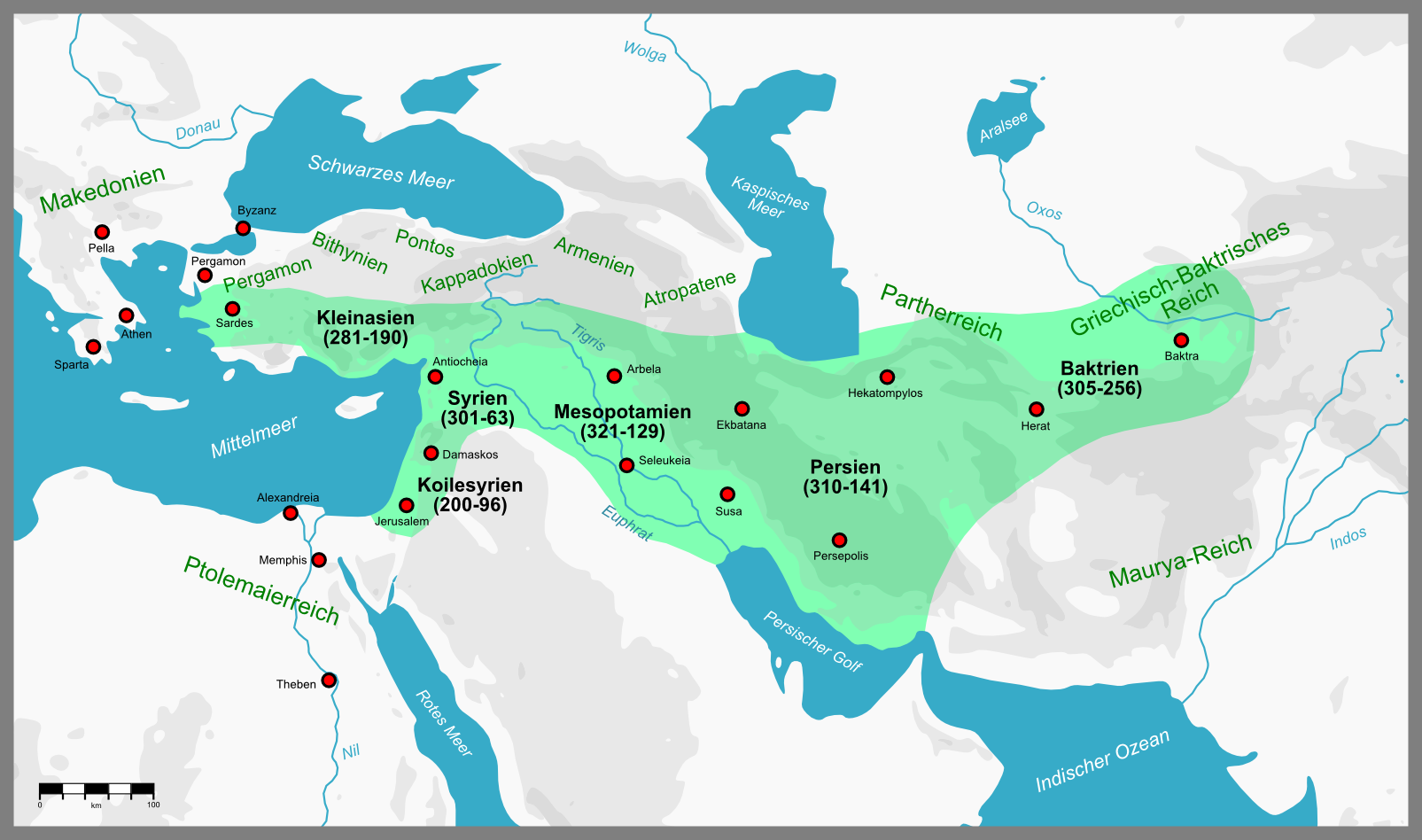
De gebieden die -in verschillende tijdvakken- het Seleucidische Rijk vormden.

1. Seleucus I Nicator (Satraap 311 - 305 v.Chr., Koning 305 v.Chr. - 280 v.Chr.)
2. Antiochus I Soter (mederegent sinds 291, regeerde 280 - 261 v.Chr.)
3. Antiochus II Theos (261 - 246 v.Chr.)
4. Seleucus II Callinicus (246 - 225 v.Chr.)
5. Seleucus III Ceraunus (of Soter) (225 - 223 v.Chr.)
6. Antiochus III de Grote (223 - 187 v.Chr.)
7. Seleucus IV Philopator (187 - 175 v.Chr.)
8. Antiochus IV Epiphanes (175 - 164 v.Chr.)
9. Antiochus V Eupator (164 - 162 v.Chr.)
10. Demetrius I Soter (162 - 150 v.Chr.)
11. Alexander I Balas (154 - 145 v.Chr.)
12. Demetrius II Nicator (145 - 138 v.Chr.)
13. Antiochus VI Dionysus (of Epiphanes) (145 - 140 v.Chr.?)
14. Diodotus Tryphon (140? - 138 v.Chr.)
15. Antiochus VII Sidetes (of Euergetes) (138 - 129 v.Chr.)
16. Demetrius II Nicator (opnieuw, 129 - 126 v.Chr.)
17. Alexander II Zabinas (129 - 123 v.Chr.)
18. Cleopatra Thea (126 - 123 v.Chr.)
19. Seleucus V Philometor(126/125 v.Chr.)
20. Antiochus VIII Grypus (125 - 96 v.Chr.)
21. Antiochus IX Cyzicenus (114 - 96 v.Chr.)
22. Seleucus VI Epiphanes Nicator (96 - 95 v.Chr.)
23. Antiochus X Eusebes Philopator (95 - 92 v.Chr. of 83 v.Chr.)
24. Demetrius III Eucaerus (of Philopator) (95-87 v.Chr.)
25. Antiochus XI Ephiphanes Philadelphus (95 - 92 v.Chr.)
26. Philippus I Philadelphus (95 - 84/83 v.Chr.)
27. Antiochus XII Dionysus (87 - 84 v.Chr.)
28. (Tigranes I van Armenië) (83 - 69 v.Chr.)
29. Seleucus VII Kybiosaktes of Philometor (70s v.Chr. - 60s v.Chr.?)
30. Antiochus XIII Asiaticus (69 - 64 v.Chr.)
31. Philippus II Philoromaeus (65 - 63 v.Chr.)

## Ptolemaeën of Lagiden

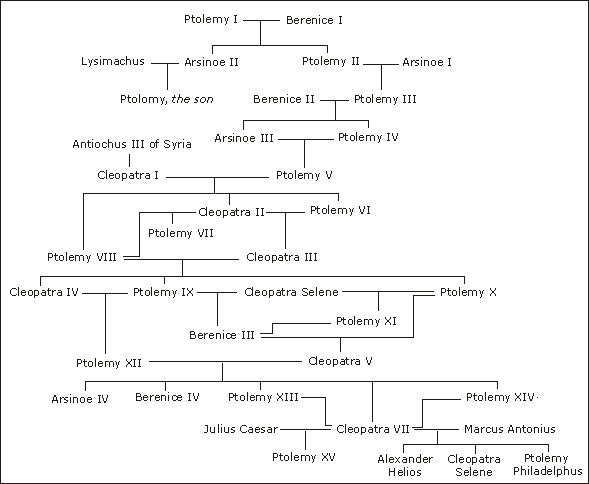
Ptolemaeïsche stamboom.

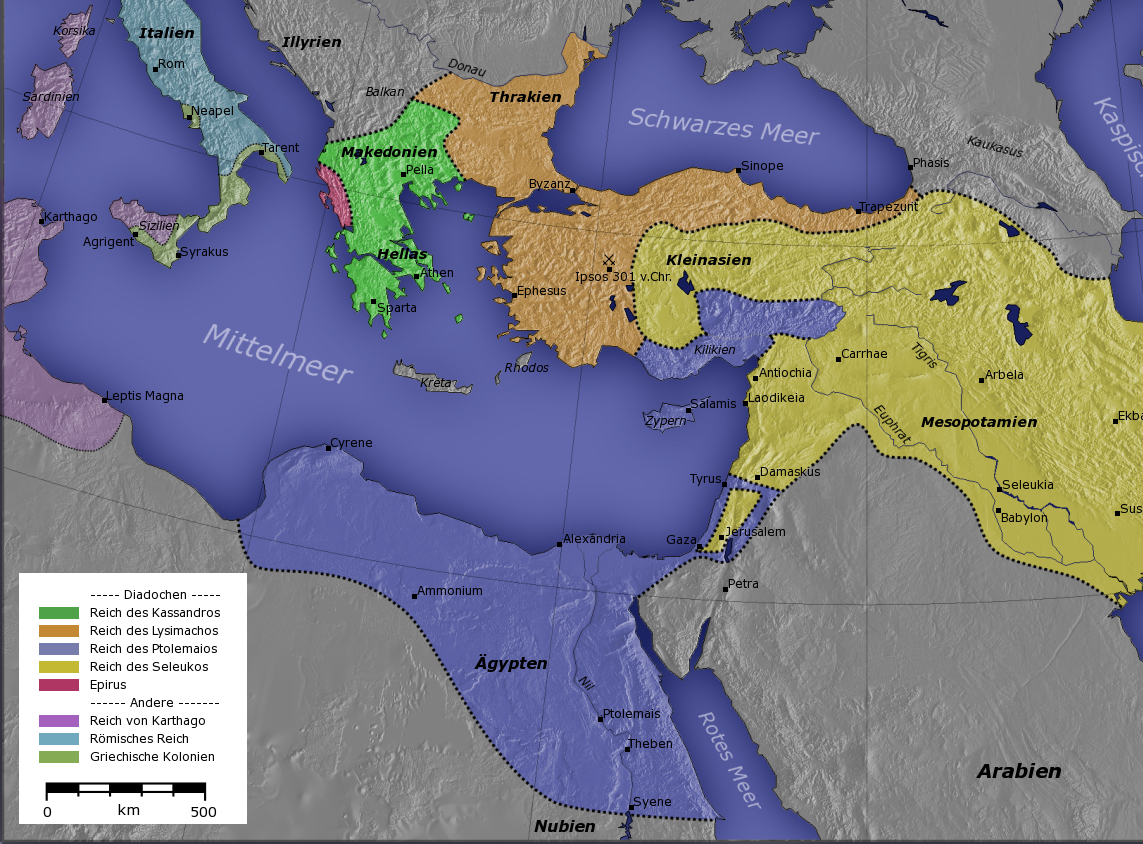
Ptolemaeïsch Egypte (blauw).

1. Ptolemaeus I Soter I 304-285 v.Chr.
  1. koningin Berenice I
2. Ptolemaeus II Philadelphus 285-246 v.Chr.
  1. koningin (eerste echtgenote) Arsinoë I
  2. medevorstin (zuster & tweede echtgenote) Arsinoë II
3. Ptolemaeus III Euergetes I 246-221 v.Chr.
  1. medevorstin (echtgenote) Berenice II
4. Ptolemaeus IV Philopator 221-204 v.Chr.
  1. koningin (zuster & echtgenote) Arsinoë III
5. Ptolemaeus V Epiphanes 204-180 v.Chr.
6. Ptolemaeus VI Philometor 180-145 v.Chr.
  1. medevorstin (moeder) Cleopatra I 180-176 v.Chr.
  2. medekoning (broer) Ptolemaeus VIII Euergetes II 170-164/3 v. Chr
  3. medevorstin (zuster & echtgenote) Cleopatra II
7. Ptolemaeus VII Neos Philopator 145 v.Chr.
8. Ptolemaeus VIII Euergetes II 145-116 v.Chr.
9. Ptolemaeus IX Soter II (Lathyros) 116-107 v.Chr.
10. Ptolemaeus X Alexander I 107-88 v.Chr.
11. Ptolemaeus IX Soter II (troon hersteld) 88-80 v.Chr.
12. Ptolemaeus XI Alexander II 80 v.Chr.
13. Ptolemaeus XII Neos Dionysos (Auletes) 80-58 v.Chr. & 55-51 v.Chr.
14. Berenice IV 58-55 v.Chr. en Cleopatra VI
15. Ptolemaeus XIII van Egypte 51-47 v.Chr.
16. Cleopatra VII Philopator 51-30 v.Chr.
  1. medekoning Ptolemaeus XIV Theos Philopator II 47-43 v.Chr.
  2. medekoning Ptolemaeus XV Caesarion 34(?)-30 v.Chr.